# Барабанні палички

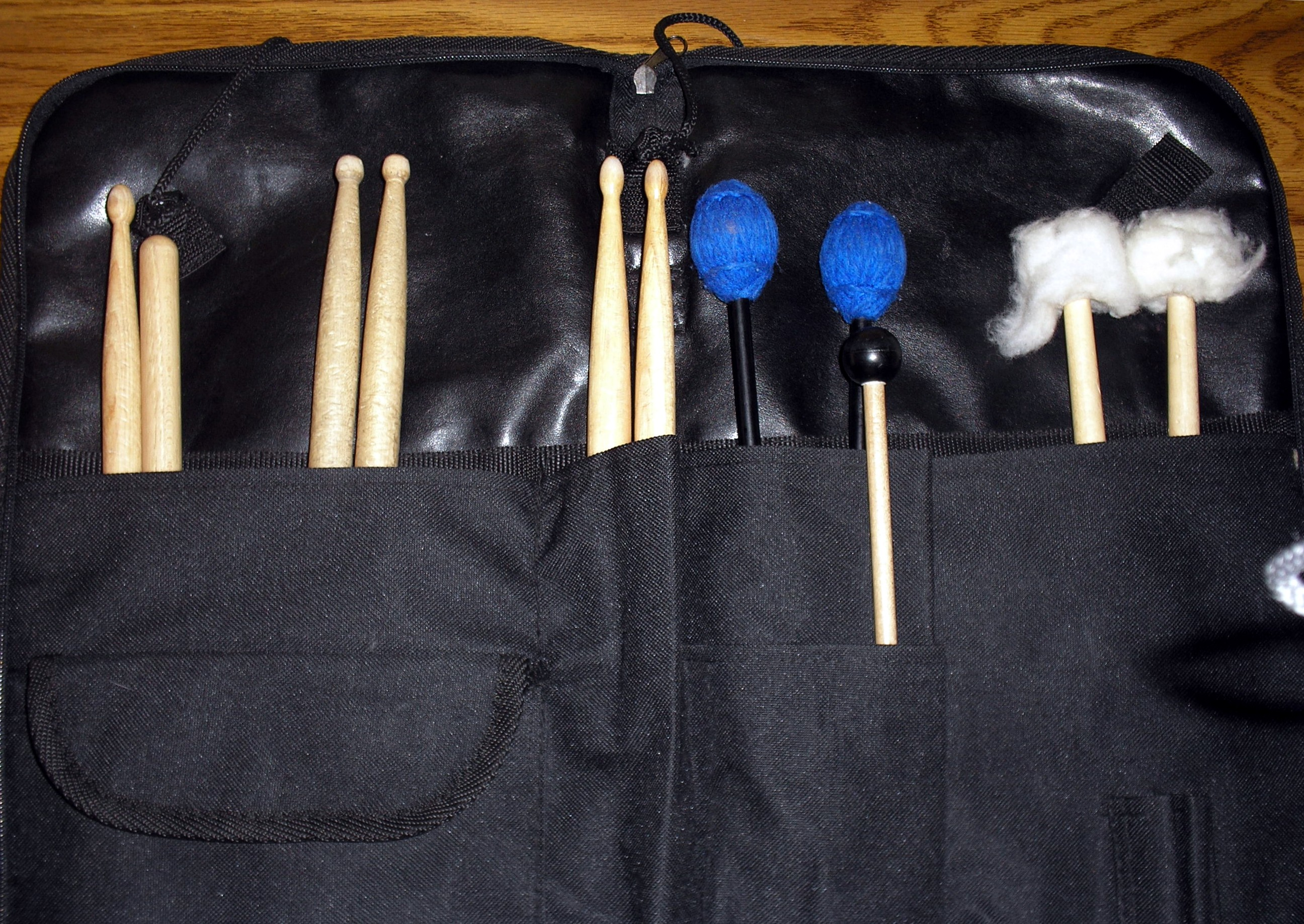
Сумка барабанщика з різними видами барабанних паличок

Барабанні палички — різновид парних калатал, що використовується для гри на малому барабані, ударній установці та деяких інших ударних інструментах.
Відмінні риси барабанних паличок від інших калатал:
- Як правило, виготовляються, продаються та використовуються парами.
- Їх тримають по одній у кожній руці.
- Ними можна грати хоча б на якомусь барабанові (як і на інших інструментах).
- Зазвичай використовуються для гри на ударних інструментах з невизначеною висотою звучання — барабани, том-томи, тарілки та інші. (На відміну від паличок для гри на ксилофоні чи паличок для гри на литарах).

## Будова паличок
Барабанні палички найчастіше виготовляються з дерева (клен, ліщина, дуб, граб, бук). Існують також моделі, зроблені цілком або частково зі штучних матеріалів — поліуретан, алюміній, вуглеволокно і т. ін. Часто зустрічаються випадки виготовлення зі штучних матеріалів наконечника палички, в той час як «тіло» палички залишається дерев'яним. Зараз все популярнішими стають нейлонові наконечники, за рахунок своїх виняткових характеристик зносостійкості. (див. Маркування паличок).
Частини барабанної палички та їх назви:
- Наконечник (голівка)  палички (в англомовній літературі tip).
- Шийка (в англ. літературі  neck).
- Плече (в англ. літературі shoulder).
- Тіло (в англ. літературі  body) — місце хвату.
- Комель (в англ. літературі  butt) — товстий, нижній, кінець палички.[1]

## Маркування паличок
Для маркування паличок використовують буквенні (маркують сферу застосування) та цифрові (маркує товщину палички) позначки.

### Маркування паличок за сферою застосування
- Модель А (orchestra, оркестрова). Використовують в біг-бендах. Маркується буквою «А», не «О», оскільки вперше таке маркування використав винахідник та виробник барабанів Вільям Людвіг. Він вирішив, що напис на паличці «А» виглядає краще, ніж «О».
- Модель В (band, бендова). Спочатку призначались для духових та симфонічних оркестрах. Поки що палочки цієї моделі рекомендуються починаючим барабанщикам.
- Модель S  (street, вулична). Спочатку призначались для гри у вуличних маршевих оркестрах.
- Модель N  (nylon, з нейлоном). Відносно нове маркування, яке вказує на те, що паличка має нейлоновий наконечник. Наприклад, маркування «5A N» показує, що паличка товщиною 5 моделі А має нейлоновий накінечник.

### Маркування паличок за товщиною
Цифри у маркуванні паличок означають товщину палички. Чим цифра менша, тим окружність більша.
Тобто паличка з маркуванням 5А товстіша за паличку з маркуванням 7А.

## Техніка гри

### Способи нанесення удару
У залежності від ситуації барабанщик може застосовувати різні хвати та різні способи завдання удару.
Найчастіше на ударних інструментах грають головкою палички, б'ючи нею по інструменту. Часто для специфічного звуку на тарілках грають плечем палички.
У метал-музиці деякі барабанщики використовують для гри товстий кінець палички.

### Хват паличок
Практика гри на барабанах паличками виробила кілька способів їх тримання (інакше — «хват», «замок»). В англомовній літературі застосовують термін (англ.  grip).

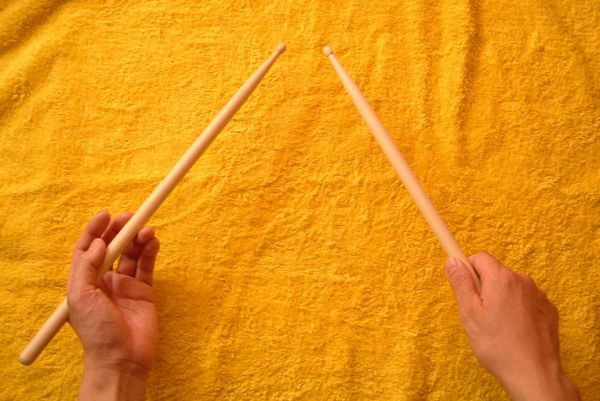
Традиційний захват (обидві руки)
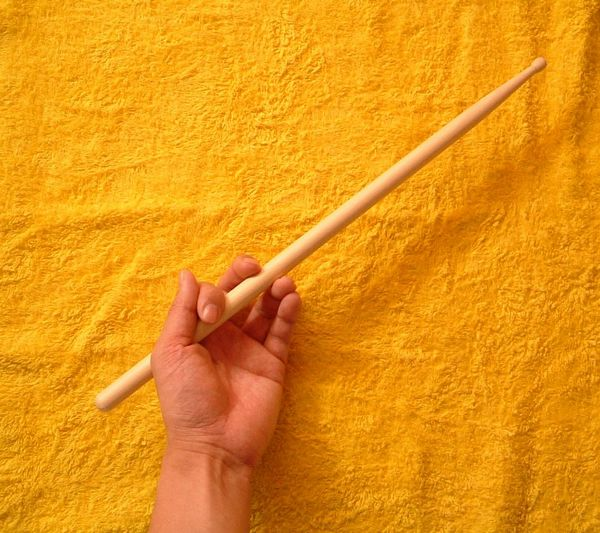
Традиційний захват (ліва рука)
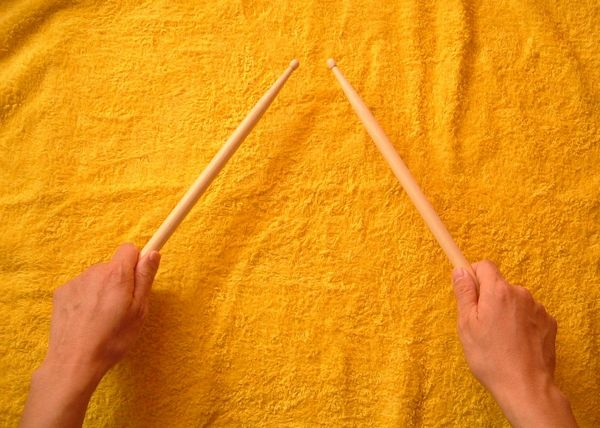
Симетричний захват
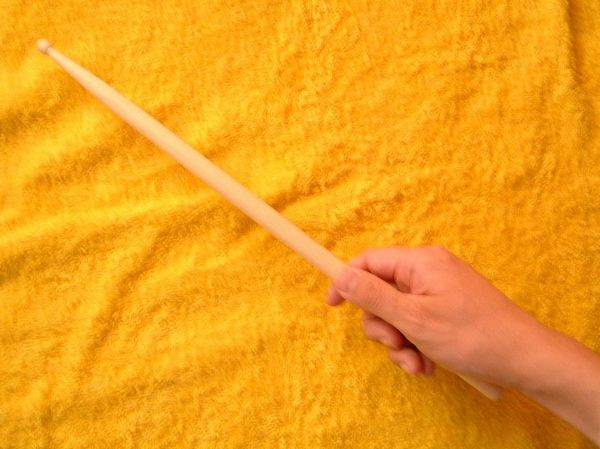
Французький хват (French grip)
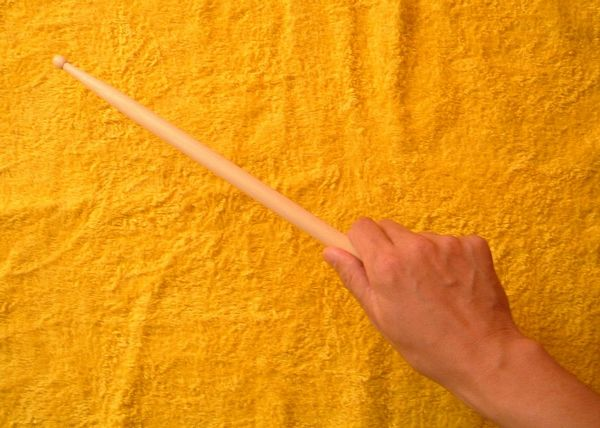
Німецький хват (German grip)

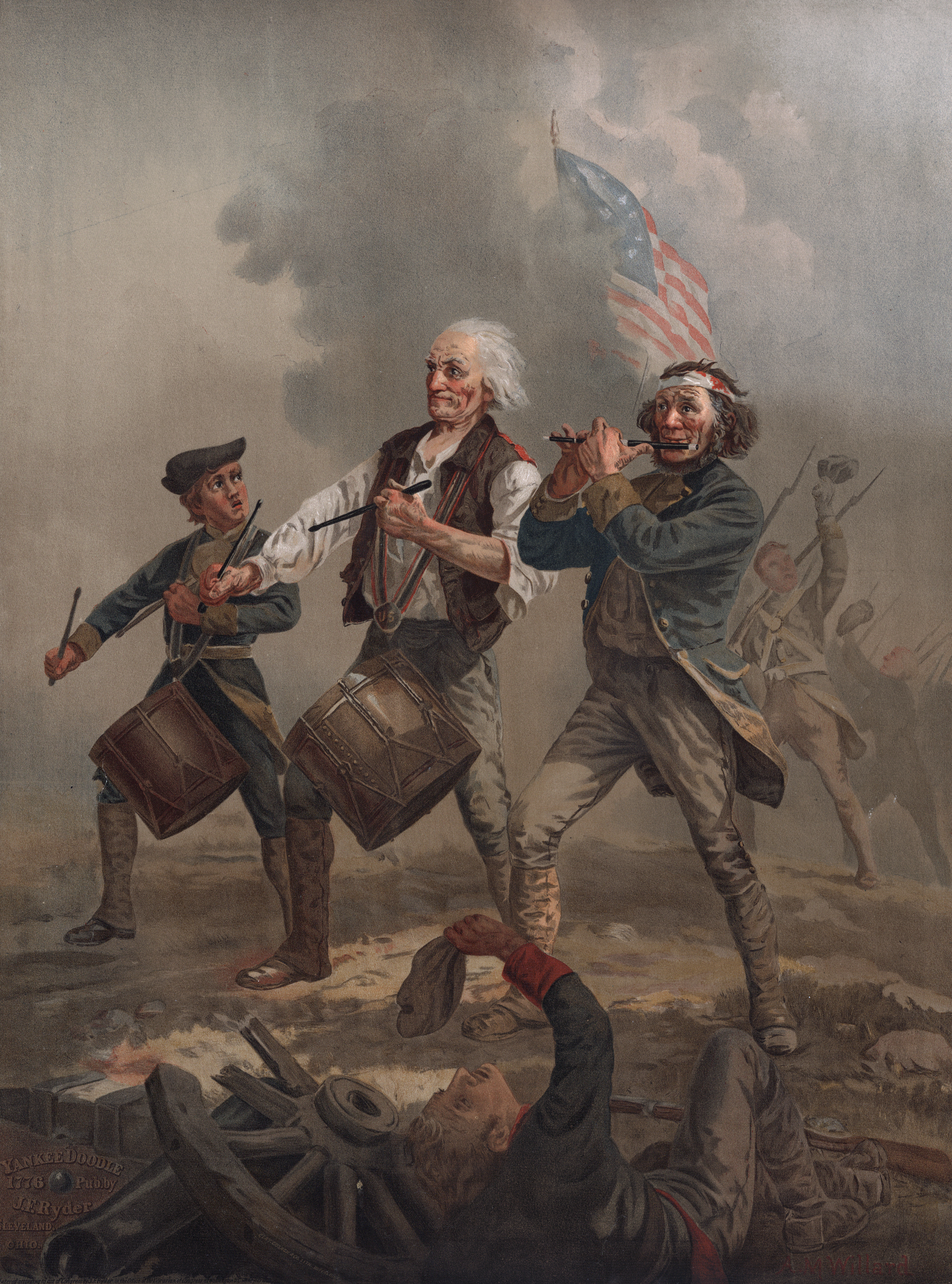
Картина Арчибальда Вілларда «Янкі-Дудл», або «Дух 76 року».
Гарний приклад гри традиційним хватом. Зверніть увагу на кут нахилу малого барабана, що робить необхідним використовувати саме традиційний хват лівої руки і унеможливлює використання симетричного хвату.

Традиційний хват був розроблений, щоб зручно грати на малому барабані під час маршу, і був задокументований і популяризований Санфордом А. Мьоллером у його підручнику «Мистецтво гри на малому барабані». Тому іноді в англомовній літературі цей спосіб гри відомий як «метод Мьоллера».
Цей хват для гри у похідному оркестрі запозичили джазмени, перші з яких грали у подібних оркестрах і, пересівши за ударну установку, використовували саме цей хват. Їх почали наслідувати наступні покоління музикантів джазу, тому цей спосіб тримання паличок ще відомий під назвою «джазовий хват».
У 20 столітті став поширеним симетричний хват, який зараз має підвиди: французький хват, німецький хват та їхній гібрид — американський хват. Зараз і традиційний, і симетричний хвати так само поширені. Використання того, чи іншого виду хвату визначає стиль музики та уподобання самого музиканта.

## Популярні виробники
- Ludwig
- Pro-Mark
- Vic Firth
- Vater Percussion
- Zildjian
- Regal Tip
- Tama Drums
- Stagg